# 2010년대
2010년대는 2010년부터 2019년까지의 연도를 가리킨다. 
2007년 6월 아이폰 출시와 2009년 12월 아이폰 한국 출시 후 2011년 초기까지는 여전히 피처폰이 주류로 사용되고 있었으나 중기를 시작으로 본격적으로 보급이 시작되었다. 2010년대 중반은 스마트폰이 대중화되기 시작한 시대로, 스마트폰이 대중화가 시작된 것을 기점으로 기존의 디지털 매체와 아날로그 매체는 시장에서 완전히 퇴출되고, 스마트폰과 모바일 문화가 시장의 주류가 되었다. 스마트폰 완전 대중화 이후 1990년대 중반 디지털 매체의 태동 이후 20년 가까이 이어져온 아날로그 매체와 디지털 매체의 혼용기는 완전히 종료되었으며, 디지털 매체의 시장 장악과 PC와 구분되는 모바일 문화 대중화의 시작을 알렸다. 2010년대에 대중화된 스마트폰과 모바일 문화는 다음 시대인 2020년 코로나바이러스감염증-19에 따른 비대면 문화와 메타버스, 가상현실, 인공지능 등 고도의 컴퓨터과학이 발전하는데 큰 영향을 주었다.

## 사건
- 2010년
  - 2010 밴쿠버 동계 올림픽 개막
  - 수도권 전철 3호선 오금 연장 구간이 개통되다.
  - 대한민국 백령도 인근 해상에서 대한민국 해군 2함대 소속 1,200톤 급 초계함 천안함이 조선민주주의인민공화국 어뢰의 공격으로 침몰하다.
  - 대한민국 연평도에서 조선민주주의인민공화국이 포격을 가하는 사건이 발생하였다.
  - 제7호 태풍 곤파스가 대한민국 인천광역시 강화도에 상륙, 한반도를 관통해 많은 피해가 발생하다.
  - 2010 남아공 월드컵 개막
  - 대한민국 서울특별시에서 서울 G20 정상회의가 개최되다.
  - 2010 광저우 아시안게임 개막

- 2011년
  - 2018년 동계 올림픽의 개최지가 대한민국 평창으로 결정되다.
  - 대한민국 강화도에서 강화도 해병대 총기 난사 사건이 발생하다.
  - 일본에서 규모 9.0의 동일본대지진이 발생하다.
  - 아시아나항공 991편이 인천국제공항을 출발해 푸동 국제공항으로 가던 중 화물칸에 문제가 생겨 제주국제공항으로 회항 도중 제주특별자치도 해상에 추락하다.
  - 강제적 셧다운제가 시행되다.
  - 조선민주주의인민공화국 국방위원장 김정일이 사망하다.
  - 조선민주주의인민공화국 김정일의 후계자가 김정은으로 선정되다.

- 2012년
  - 대한민국 서울특별시에서 2012년 핵안보정상회의가 개최되다.
  - 대한민국 전라남도 여수시에서 여수 엑스포가 개최되다.
  - 싸이가 자신의 6집 앨범으로 강남스타일을 발매했다.
  - 대한민국 제18대 대통령 선거에서 박정희 전 대통령의 차녀 출신 새누리당 박근혜와 참여정부 인사 출신 민주통합당문재인 등이 출마하여 박근혜가 당선되다.
  - 2012 런던 올림픽 개막

- 2013년
  - 동차형 새마을호가 퇴역하다.
  - 이명박 정부 시대가 막을 내리다.
  - 박근혜 정부가 출범하다.
  - 아시아나항공 214편이 샌프란시스코 국제공항에 착륙중 충돌하여 기체가 대파되다.

- 2014년
  - 2014 소치 동계 올림픽 개막
  - 세월호 침몰 사고가 발생하여 300여명의 단원고등학교 학생들과 교직원, 민간인들이 사망•실종되다.
  - ITX-새마을이 5월 12일에 운행을 개시하다.
  - 대한민국 제6회 지방 선거가 실시되다.
  - 2014 브라질 월드컵 개막
  - 교황 프란치스코가 대한민국을 방문하다.
  - 2014 인천 아시안게임 개막
  - 대한민국 파주시에서 휴전선에서 북한군과 국군이 총격전을 벌이다.
  - 삼성 라이온즈가 리그 최초로 통합 4연패를 달성하다.

- 2015년
  - 호남고속철도 1단계(오송역~광주송정역) 구간이 4월 2일에 개통하다.
  - 2015년 대한민국 중동호흡기증후군 유행이 발생해 186명이 감염되고, 37명이 사망하다.
  - 대한민국 경기도 연천군에서 조선인민공화국의 서부 전선 포격사건을 일으키다.

- 2016년
  - 대한민국 제20대 국회의원 선거가 실시되다.
  - 2016 리우 올림픽 개막
  - 태국의 국왕 라마 9세가 재위 70년만에 사망했다.
  - 경주에서 규모 5.8의 지진이 일어났다.
  - 시카고 컵스가 염소의 저주를 깨고 108년만의 월드 시리즈 우승을 했다.
  - 현지시각 11월 8일 2016년 미국 대통령 선거에서 도널드 트럼프가 당선되다.
  - 박근혜-최순실 게이트사건으로 인해 박근혜 대통령 탄핵 소추가 가결되다.

- 2017년
  - 버락 오바마 행정부 시대가 막을 내리다.
  - 도널드 트럼프가 미국 제45대 대통령으로 취임하다.
  - 박근혜 대통령 탄핵 소추가 최종 인용됨으로써 박근혜 대통령은 헌정 사상 최초로 파면된 대통령이라는 불명예를 안게 되었다.
  - 대한민국 제19대 대통령 선거에서 문재인과 홍준표, 안철수, 유승민, 심상정 등이 출마하여 문재인이 당선되다.
    - 문재인 정부가 출범하다.

  - 포항에서 규모 5.4의 지진이 발생했다.

- 2018년
  - 2018 평창 동계 올림픽 개막
  - 2018년 남북정상회담이 진행되었다.
  - 2018년 러시아 대통령 선거에서 블라디미르 푸틴이 재선하여 4선이 확정되었다.
  - 조선민주주의인민공화국과 중화인민공화국의 정상회담이 진행되다.
  - 조선민주주의인민공화국과 미국의 1차 북미정상회담이 진행되다.
  - 2018 러시아 월드컵 개막
  - 2018 자카르타•팔렘방 아시안게임 개막
  - 유선형 새마을호 객차가 퇴역하다.

- 2019년
  - 조선민주주의인민공화국과 미국의 2차 북미정상회담이 진행되다.
  - 홍콩에서 범죄자를 중화인민공화국으로 송환할 수 있는 송환법에 반대하는 시위가 발생하다.
  - 일본의 아키히토 천황이 퇴위하고, 장남인 나루히토 126대 천황이 즉위하다.
  - 일본 경제산업성이 대한민국에 반도체와 디스플레이 장치에 사용되는 소재의 수출 제한을 발표하면서 한일 무역 분쟁이 시작되었다.
  - 한일 무역 분쟁으로 인한 일본 제품 불매 운동이 시작되었다.
  - 조국이 법무부 장관으로 지명된 이후 조국 사태가 발생했다.
  - 화성 연쇄 살인 사건의 진범이 이춘재로 밝혀지다.

## 문화
2010년대는 2009년 12월 국내에 첫 출시된 아이폰의 보급과 함께 시대적 문화 자체가 스마트, 모바일 문화로 자리잡게 되었다. 2000년대 말(2009년)까지의 디지털 시장은 각 분야별로 세분화되어 있었고, 분야별로 기기를 전부 따로 구입해야 했다. 2000년대 초반 피쳐폰 이후 휴대폰이 점차 발달하며 디지털 시장의 일부를 흡수시키려는 시도는 있었으나 기술의 한계로 실패했고, 이러한 형태의 시장은 대체로 아이폰 한국 출시 직전인 2009년까지 큰 변화없이 이어졌다. 그러나 2010년대 이후 스마트폰은 세분화되어 있던 디지털 시장 전체를 작은 휴대기기 안에 모두 통합시킨 시스템이었고, 이러한 시스템을 구축한 스마트폰이 대중화되어 유행을 타며 시장의 구도는 스마트폰으로 넘어가게 된다. 따라서 2000년대 인기를 끌었던 기존의 디지털 전자시장은 스마트폰의 대중화와 함께 몰락하였으며, 이러한 스마트폰 시대에 대비하지 못했던 디지털 업체들은 전부 쇠퇴의 길을 맞이하게 된다. 2000년대 후반까지 디지털과 혼용되었던 아날로그 매체 역시 스마트폰의 대중화와 함께 몰락, 인류의 실생활에서 더 이상 쓰이지 않게 되었다. 이처럼 스마트폰의 대중화는 스마트, 모바일 시대의 개막을 열었고 기존의 디지털 시장과 아날로그 매체를 퇴출 시킴으로써 이전 시대의 시대상과는 확실한 차별성을 띄게 되었다.
2010년은 스마트폰이 보급된 원년이자 스마트폰이 대중화되기 시작한 년도로, 아날로그 매체는 완전히 몰락했지만 스마트폰 대중화 이전의 디지털 시장이 여전히 강세를 보였던 시기였다. 피쳐폰과 PDA, 전자사전, 디지털 카메라 등이 여전히 인기를 끌었으며 특히 피쳐폰의 경우 스마트폰보다 높은 시장 점유율을 기록했던 마지막 시기였다. IT 시장에서도 Windows XP와 싸이월드 등 PC를 기반으로 한 서비스가 아직 전성기를 누렸던 시기였다. 2010년까지 대중적인 인기를 끌었던 싸이월드와 네이트온의 스마트폰에 대중화에 대비하지 못해 급격히 몰락, 스마트폰의 대중화 이후인 2010년~2013년 이후에는 이용자들이 대부분 빠져나가 결국 몰락하게 되었다.
2010년부터 본격적인 스마트폰의 대중화가 시작되었고 시장 역시 이에 맞춰 완전히 급변했다. 2010년부터 인기를 끌던 트위터와 페이스북, 카카오톡, 카카오스토리 등 모바일 기반 SNS가 싸이월드, 네이트온, 버디버디를 대체하였고, 2009년까지 어느 정도 버티던 기존 디지털 시장도 2010년~2013년을 기점으로 완전히 몰락하였다. 피쳐폰 역시 이 해부터는 스마트폰에 완전히 판매량이 밀렸으며 삼성전자는 기존의 애니콜 브랜드를 포기하고 스마트폰 브랜드 갤럭시만을 주 상품으로 취급할 정도로 위상이 떨어졌다. 아날로그 매체와 기존 디지털 시장의 혼용기가 끝나고, 스마트폰이 파생시킨 문화가 큰 규모의 유행을 타는 스마트폰 시대가 열리게 된 것이다.
2012년부터 2014년까지는 스마트폰의 초창기 시절로 이 시기의 문화와 감성이 시간이 어느 정도 흐른 2020년대부터는 이전 아날로그 시대와 마찬가지로 대중들에게 일부 추억거리로 여겨지고 있다. 애니팡 등 1세대 스마트폰 게임들과 카카오스토리, 페이스북, 트위터 등 2015년부터 인스타그램과 틱톡 등에 밀려 대중적인 파급력을 잃어버린 1세대 모바일 SNS 등이다. 이러한 서비스는 2014년경까지 인기를 끈 뒤, 2015년부터는 인스타그램과 2020년부터는 틱톡 등으로 대체되었고 스마트폰 게임 역시 기존 PC 콘솔 게임의 퀄리티로 출시되면서 스마트폰 초창기의 모바일 게임은 쇠퇴하였다.
스마트폰의 대중화가 시작된 2010년대 초반부터 2020년 이전까지는 큰 시대상의 변화가 일어나지 않았다. 2010년대는 스마트폰의 대중화로 기존의 디지털 시장과 아날로그 매체의 몰락으로 이전 시대와는 확연히 다른 차별성을 띄게 되었으며 이 시대에 태어나거나 이 시대 문화의 영향을 유년기 때부터 받은 세대는 스마트폰이 파생시킨 스마트, 모바일 문화에 더욱 익숙한 세대이며 이들을 Z세대 혹은 알파 세대로 부른다. 이들의 경우 영유아기 시절부터 스마트폰을 사용해 과몰입 문제 등을 겪는 경우가 있으며, 부모들의 육아방식도 스마트폰의 발전에 따라 많은 변화를 불러왔다. 또한 이들 세대부터는 이전의 아날로그 매체와는 완전히 경험적으로 단절되었으며, 기존 디지털 시장에 대한 경험도 존재하지 않는다.

## 2010년대생
2010년부터 2019년까지 태어난 세대를 말한다. 세대 전원이 21세기에 출생하였다.
2010년대에 태어난 세대는 바로 이전 세대인 2000년대 후반생과 마찬가지로 디지털 시장에 익숙한 디지털 네이티브 세대로, 이전 시대의 아날로그 매체나 스마트폰 이전 디지털 시장과는 경험적으로 완전히 단절되어 있는 세대이다. 특히 2010년대 초반생 이후로는 스마트폰의 대중화가 완료된 2010년부터 2019년생으로서 출생 직후부터 스마트폰 매체들(페이스북, 유튜브 등)과 가까이 하는 시간이 높아 영유아의 스마트폰 중독이 사회문제가 되기도 했다. 이러한 특성 때문에 2010년대생은 Z세대와 구별되는 '알파 세대'라는 새로운 세대로 구분되기도 한다.
2020년 코로나바이러스감염증-19 팬데믹으로 인해 사회 곳곳에서 비대면 문화가 태동하기 시작하였는데, 2020년대 초반에 학창시절을 보내는 주 세대인 2000년대생~2010년대 초반생들은 이러한 비대면 문화에 직접적인 영향을 받게 되었다. 2020년 코로나 팬데믹 이후 여러차례 등교 중지가 반복되며 교육 방식이 오프라인에서 온라인 수업을 대부분 넘어가게 되었는데, 이 시기에 처음 학교생활을 한 2010년대생들은 온라인 수업에 익숙해졌다. 이로 인해 코로나-19 이전 교육 커리큘럼에 포함되어 있는 수학여행, 수련회, 운동회, 현장체험학습 등 단체 야외활동 등을 전혀 하지 못했고 대면 수업 자체도 이전처럼 전면 재개되지 못해 이 시기 처음 단체생활을 익히는 세대의 여러 부작용도 사회적 문제가 되었었다. 하지만 코로나 사태가 완화된 2022년 이후로는 부작용이 점차 사라졌다.

## 같이 보기
- 밀레니얼 세대
- Z세대